# Citroën Oli
La Citroën Oli est un concept-car de pick-up électrique du constructeur automobile français Citroën présenté en septembre 2022. Son nom est une orthographe alternative de « all-e », signifiant tout électrique en anglais.

## Présentation
Le concept car Citroën Oli est présenté le 29 septembre 2022, deux semaines avant le Mondial de l'automobile de Paris 2022 où le constructeur est absent pour la première fois.

### Design

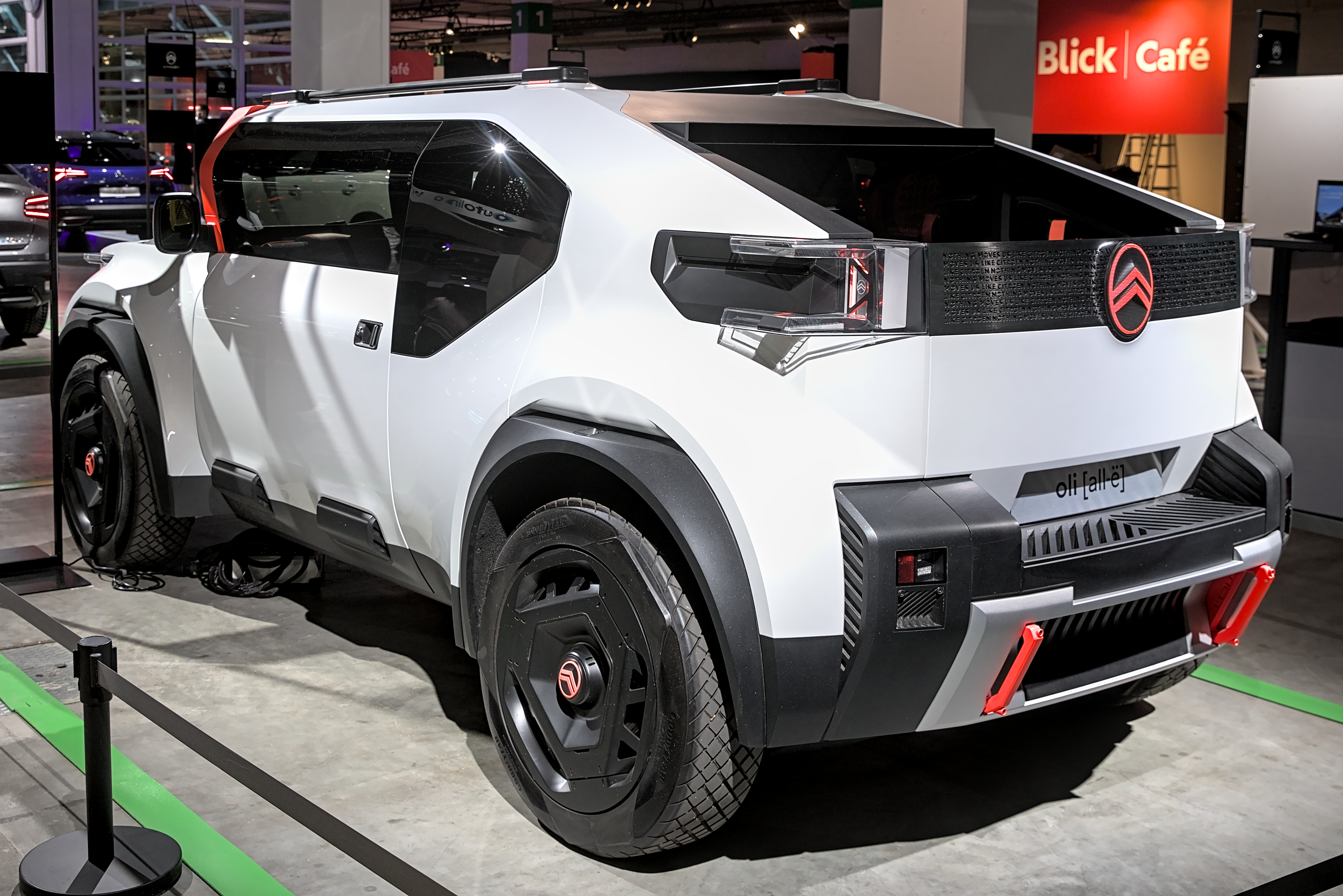
Vue de l'arrière

L'Oli est un pick-up avec une ligne de SUV. Il est doté de 4 portes et ses portes arrière sont à ouverture antagoniste. Son design annonce le futur stylistique de la marque.
Le design extérieur du concept est signé par le jeune designer Raphaël Doukhan,.
Il s'agit d'un manifeste préfigurant une rupture nette dans le style et l'orientation de la marque, vers un style plus ludique et géométrique. La première déclinaison en série de ce nouveau langage stylistique est la C3 de quatrième génération, qui reprend plusieurs éléments d'Oli, dont les optiques avant.

### Logo

Logo de 1919.

L'Oli concept est le premier véhicule du constructeur à arborer le nouveau logo de la marque, 10e logo de l’histoire de Citroën et réinterprétation du logo originel de 1919.